# Decio Carafa
Decio of Dezio Carafa (Napels, 1556 – ibidem, 23 januari 1626) was een Italiaans diplomaat in pauselijke dienst, onder meer in de Spaanse Nederlanden. Nadien werd hij kardinaal (1612-1626) en aartsbisschop van Napels (1613-1626).

## Levensloop

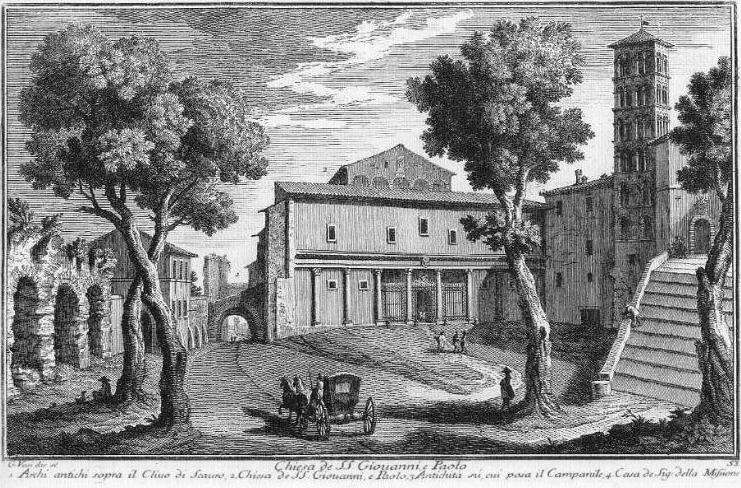
Basiliek Santi Giovanni e Paolo in Rome, titelkerk van kardinaal Carafa

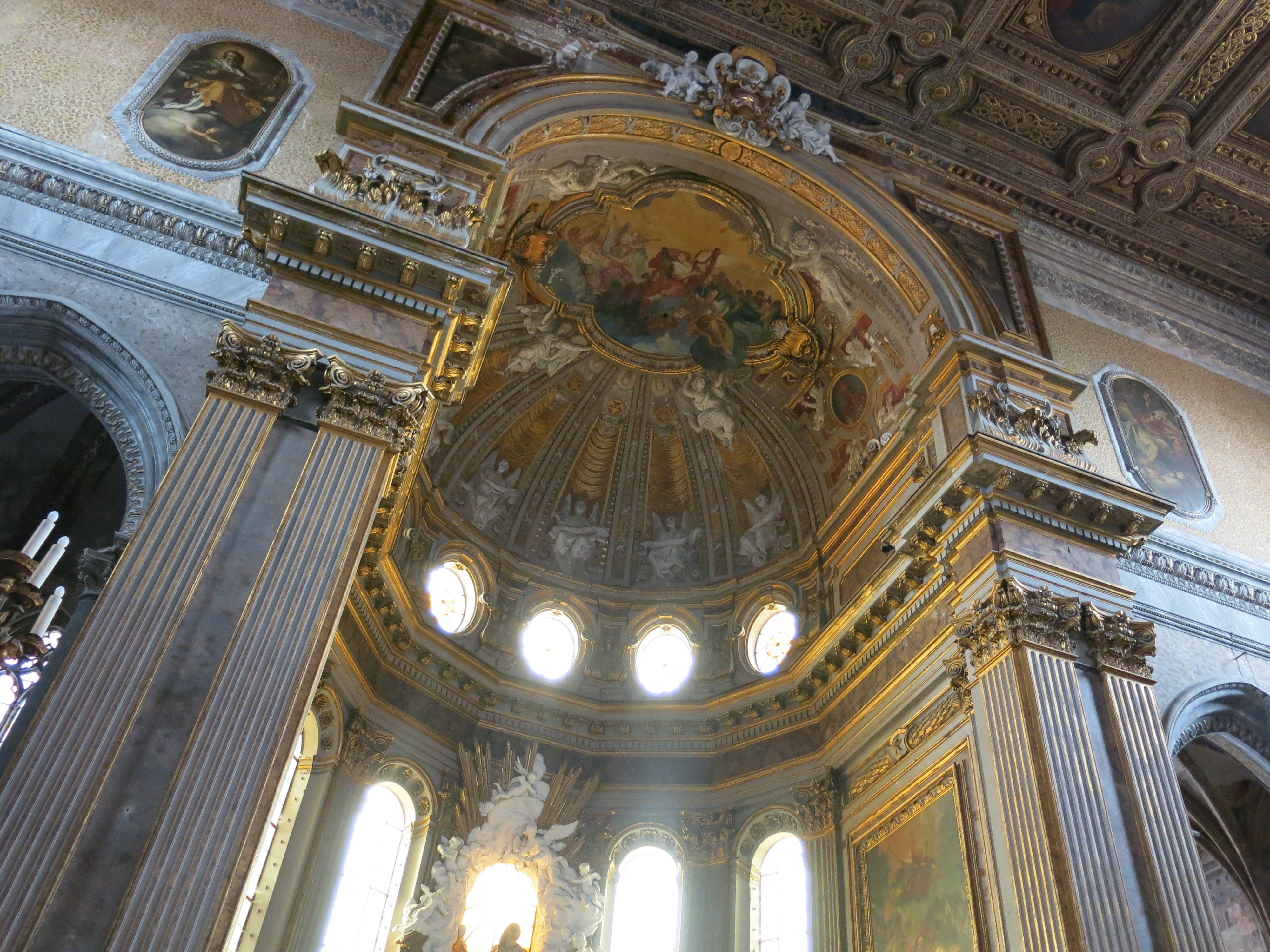
Kathedraal van Napels, zetel van de aartsbisschop van Napels

Hij was een telg uit het adellijk geslacht Carafa/Caraffa. Dit was een vooraanstaande familie in het koninkrijk Napels die tientallen kardinalen en bisschoppen heeft geteld, alsook paus Paulus IV Carafa. Decio Carafa was het tweede kind van Ottaviano Carafa, heer van Cerza Piccola, en van Marzia Mormile uit het grafelijk geslacht van Cerreto. Zijn oom, Mario Carafa, aartsbisschop van Napels, voedde hem op. Nadat zijn oom stierf (1576), trok hij naar Rome. Hij werd pauselijk huisprelaat en apostolisch protonotaris. In 1594 benoemde paus Clemens VIII hem tot referendaris van de rechtbanken van de Apostolische Signatuur. Van 1598 tot 1604 was hij collector-generaal in Portugal, waar hij verantwoordelijk was voor de doorstorting van fondsen van Lissabon naar de Heilige Stoel. In Lissabon geraakte hij in conflict met de Portugese autoriteiten die de geldstortingen bemoeilijkten. Met de hulp van de pauselijke nuntius in Madrid lukte het uiteindelijk wel. 
Tijdens een bedankingsbezoek aan koning Filips III van Spanje (1605) reisde hij door naar Rome: de aartsbisschoppelijke troon van Napels was immers vacant en Carafa was de kandidaat namens zijn familie. Omdat paus Leo XI overleed (1605), ging de beloofde benoeming van Carafa niet door. In de plaats werd Carafa gewijd tot titulair aartsbisschop van Damascus in Syrië (1606). Datzelfde jaar vertrok hij naar de Spaanse Nederlanden. Hij was nuntius voor alle Spaanse Nederlanden van 1606 tot 1607, met residentie in Brussel, Spaans-Brabant. Hij had instructies gekregen voor de aartshertogen Albrecht en Isabella. Hij eiste censuur op niet-katholieke geschriften in de Zuidelijke Nederlanden; ook moesten missionarissen gestuurd worden naar Holland en Friesland. Hij regelde een opvolging van de abt van de Sint-Pietersabdij in Gent, wat vrij moeilijk verliep. Hij stuurde ook de bisschop van Doornik naar het kapittel van de Sint-Pieterskerk van Rijsel om te bemiddelen. Deze kerkelijke kwesties loste Carafa op tijdens zijn jaar in Brussel. De politiek-militaire kwesties in de Zuidelijke Nederlanden begreep Carafa niet goed. In 1607 legde Madrid zich feitelijk neer bij een bestand met de Verenigde Provincies, wat in 1609 formeel het Twaalfjarig Bestand werd. De diplomatieke bemoeienissen van Carafa verstoorden evenwel de relaties tussen de Spaanse Nederlanden en Frankrijk, alsook deze met de Verenigde Provincies. 
Paus Paulus V stuurde Carafa onmiddellijk weg uit Brussel (1607), naar Madrid aan het hof van koning Filips III. Daar was Carafa nuntius van 1607 tot 1611. De Dominicanen en de Cisterciënzers bekloegen zich in Rome over de bemoeienissen van Carafa in de Spaanse kloosters. Paus Paulus V beloofde hem terug te halen uit Madrid.
In 1611 keerde Carafa naar Rome terug om de kardinaalshoed in ontvangst te nemen van Paulus V. Hiermee kreeg hij de titelkerk San Lorenzo in Panisperna (1612) en, een maand later, deze van de Santi Giovanni e Paolo (1612-1626) in Rome. Carafa moest de San Lorenzo in Panisperna niet meer hebben omdat Spaansgezinde kardinalen hem niet alle vastgoed gunden die behoorde bij de San Lorenzo in Panisperna. Carafa moest zijn titel van aartsbisschop van Damascus inleveren. Hij ontving wel de titelkerk van Santi Giovanni e Paolo.
Kardinaal Carafa kreeg finaal zijn benoeming tot aartsbisschop van Napels, zijn geboortestad en bakermat van de familie (1613). Hij hield er zich bezig met grote verfraaiingswerken in de kathedraal van Napels en zijn aartsbisschoppelijk paleis. 
In 1621 en 1623 reisde hij naar Rome voor een conclaaf om een nieuwe paus te verkiezen. Carafa zag af zich kandidaat te stellen voor paus aangezien de Spaanse kardinalen hem nooit zouden steunen, omwille van zijn woelige tijd in Madrid.
In 1626 overleed hij in Napels na een lange ziekte. In het koor van de kathedraal kwam zijn graf. Het was hetzelfde graf waarin hij de as van zijn oom en stiefvader Mario Carafa had neergelegd.
- Gemeinsame Normdatei: 1049919815
- International Standard Name Identifier: 0000 0000 6127 6757
- Library of Congress Control Number: n82093965
- Nederlandse Thesaurus van Auteursnamen: 074613200
- Istituto Centrale per il Catalogo Unico: BVEV082389
- Virtual International Authority File: 28419645
- WorldCat: E39PBJt3VQ8wjjPmQwBGQbg7pP